# Cosmopterix exiguella
Cosmopterix exiguella is een vlinder uit de familie van de prachtmotten (Cosmopterigidae). De wetenschappelijke naam van de soort is voor het eerst geldig gepubliceerd in 1775 door [Denis & Schiffermüller].